# 拉納 (挪威)
拉納（挪威語：Rana）是挪威的一個市镇，位於諾爾蘭郡。